# Ramala
Ramala ou Ramallah (em árabe: رام الله; Ramallah, pronunciada Ramala; clique aquiⓘ para ouvir), por vezes escrita Ramalá, cujo nome literalmente significa "Monte de Deus" ou "Morada do Senhor", é uma cidade palestina com cerca de 32 278 habitantes, situada no centro da Cisjordânia, no Estado da Palestina, aproximadamente 15 km ao norte de Jerusalém.
Embora Jerusalém seja reivindicada como capital da Palestina, Ramala funciona, de fato, como sede da Autoridade Nacional Palestina e, por extensão, como "capital de fato" do Estado da Palestina. A cidade tem sido a capital da Palestina sob domínio árabe desde 716 d.C., tendo substituído a capital anterior, Lod.
Em Ramala situam-se os ministérios palestinos e demais órgãos do governo palestino, assim como as representações diplomáticas estrangeiras (como consulados e embaixadas).
Fica em Ramala a chamada Muqāta'a (المقاطعة, al-Muqāta'a, "a Separada"), o complexo de edifícios que alberga a sede do governo palestino, o escritório principal do presidente Mahmoud Abbas e o mausoléu do ex-presidente palestino Yasser Arafat.

## Geografia
Ramala localiza-se cerca de 15 km ao norte de Jerusalém, construída em uma montanha com vista para a costa oeste e cercada por montanhas a sul e leste. A altitude da cidade varia entre 830 e 880 metros acima do nível do mar e, devido à proximidade com o mar, os ventos que sopram de oeste carregam consigo um pouco de humidade.

### Clima
O clima de Ramala é mediterrânico (Csa na classificação climática de Köppen-Geiger), de modo que a cidade está exposta aos rigorosos ventos de sudoeste e, às vezes, ventos frios de nordeste, húmidos ou secos. As temperaturas médias no inverno raramente ultrapassam a marca de 0 °C, enquanto que a média no verão dificilmente ultrapassa 35 °C. A precipitação média anual é de 500 mm.
No início de abril, sopram ventos do sul que trazem uma grande quantidade de poeira, além dos ventos quentes entre o fim do verão e o início do outono.

## Demografia
O primeiro censo realizado em Ramala foi através de um mandato britânico em 1922, que registrou uma população de 3.067 habitantes. Na pesquisa de Sami Hadawi, em 1945, a população era de 5.080 habitantes, com os cristãos sendo a maioria da população. No entanto, a composição demográfica da cidade mudou drasticamente entre 1948 e 1967, quando passou a ter 12.134 habitantes, com apenas pouco mais da metade dos habitantes da cidade sendo cristã, a outra metade muçulmana.
A população de Ramala diminuiu drasticamente no final do século XX, tendo registrado 24.722 habitantes em 1987 e apenas 17.851 habitantes dez anos depois, em 1997. No censo de 1997, realizado pelo Palestinian Central Bureau of Statistics (PCBS), os refugiados palestinos responderam por 60,3% da população da cidade. Havia 8.622 homens e 9.229 mulheres. Houve um aumento na população com menos de 20 anos de idade, que passaram a responder por 45,9% da população, enquanto que aqueles com idade entre 20 e 64 anos eram 45,4% dos habitantes e pessoas com mais de 64 anos representavam 4,7% do total populacional. De acordo com estimativas do Palestinian Central Bureau of Statistics, a população de Ramallah em 2013 era de 32.278 habitantes.

### Religião

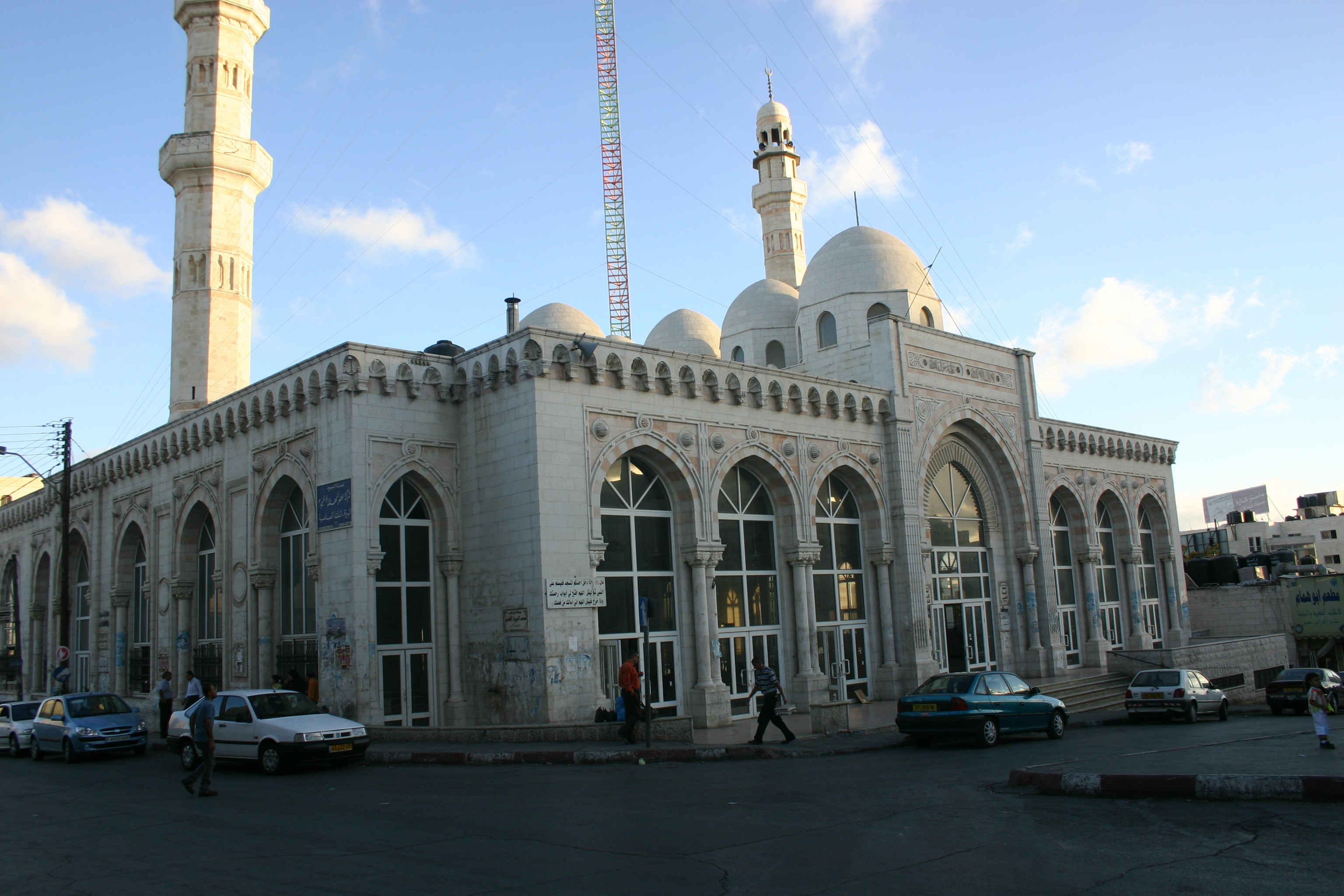
Vista da Mesquita Abdel Nasser Jamal.

A Mesquita Abdel Nasser Jamal é uma das maiores da cidade. A Igreja Ortodoxa de Ramala, a Igreja Greco-Católica Melquita, a Igreja Evangélica Luterana e a Igreja Batista de Ramala são algumas das instituições religiosas que operam escolas na cidade. Um pequeno grupo de Testemunhas de Jeová e Mórmons estão presentes na área, entre outros.

## Economia
Ramala possui é um dos sinais mais evidentes de crescimento econômico na Cisjordânia, tendo o crescimento de sua economia estimada em 8% anualmente. Este crescimento tem sido atribuído a uma relativa estabilidade e apoio ocidental doado para a Autoridade Palestina. A economia dinâmica de Ramala continua a atrair os palestinos de outras cidades da Cisjordânia, onde oportunidades econômicas são menores. A economia aumentou cinco vezes desde 2002.
A cidade tem sido descrita como a sede do poder da Autoridade Nacional Palestina e serve como sede para as ONGs e embaixadas internacionais. Vários investimentos financeiros têm impulsionado a economia de Ramala, principalmente após o fim da Segunda Intifada, em 2005.

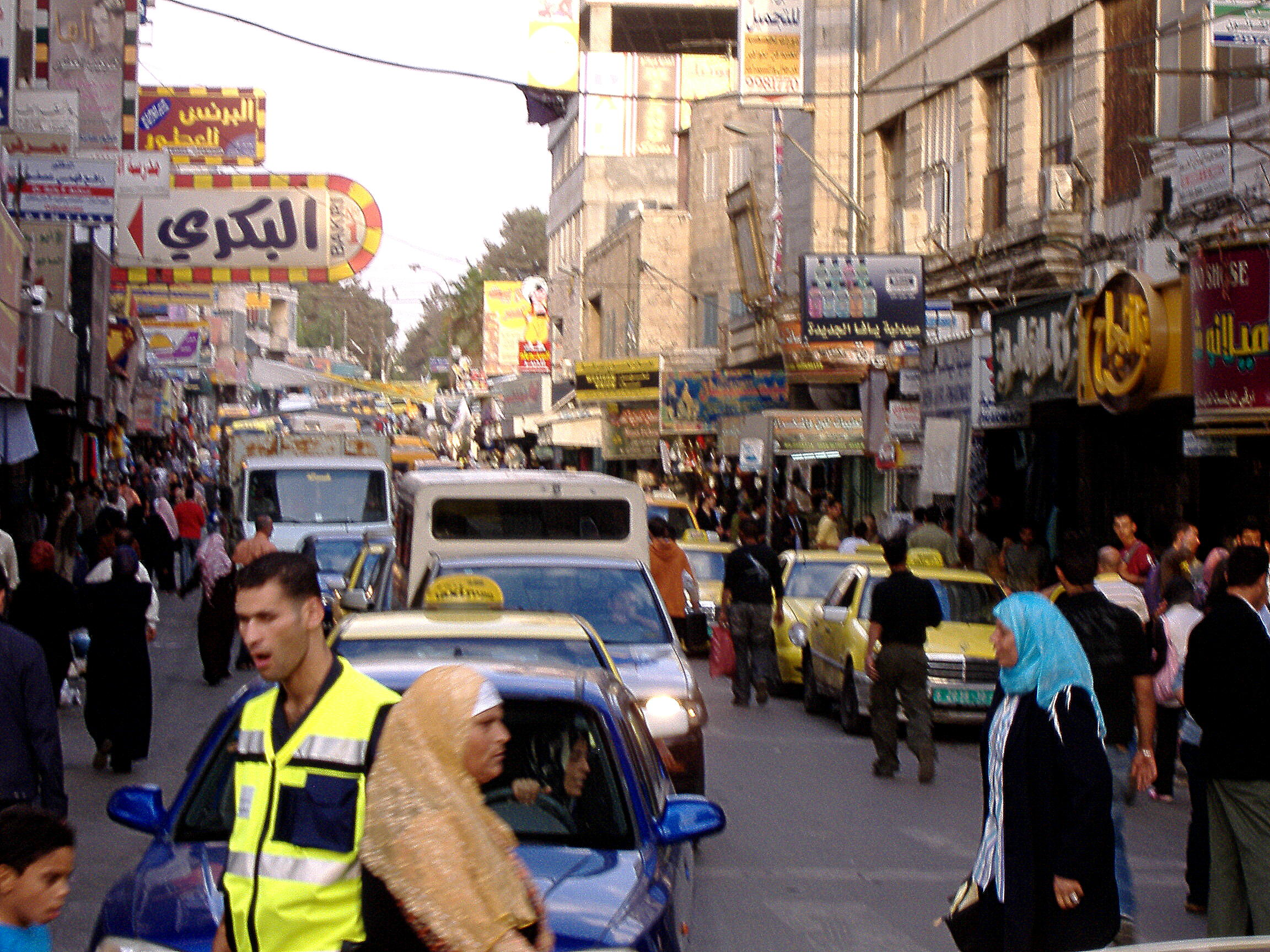
Principal rua de Ramala

Em 2010, Ramala se tornou o principal centro de atividade econômica e política nos territórios sob o controle da Autoridade Palestina. A cidade experimentou um considerável avanço econômico, nos primeiros anos do século XXI, com diversos estabelecimentos comerciais, principalmente apartamentos e hotéis, sendo erguidos e construídos, particularmente no bairro de Al-Masyoun. Em 2010, centenas de empresas palestinas foram incentivadas a mudarem-se de Jerusalém Oriental para Ramala devido aos baixos impostos da cidade. Tal incentivo foi destacado no jornal norte-americano The New York Times que, em 2010, chamou Ramala de a capital de facto da Cisjordânia.

## Cidades-irmãs
Ramala é geminada com:
| - Bordéus (Bordeaux), França - Rio de Janeiro, Brasil - Trondheim, Noruega (desde 2004) - Muscatine, Estados Unidos (desde 2011) - Çankaya, Turquia - Toluca, México |